# 엘리 파커
엘리 파커(Ely Samuel Parker, 1828년 ~ 1895년 8월 31일)는 세네카족 출신의 이로쿼이 인디언이자 미국의 군인으로, 남북 전쟁에서 북군으로 참전했으며, 전쟁이 끝난 후에는 2년간 인디언 사무국 사무처장으로 재임하면서 인디언의 권익 보호에 앞장섰다.
엘리 파커의 본명은 하사노안다(Hasanoanda)이며, 세네카의 추장이 된 이후에는 공회당의 서쪽 문지기라는 뜻의 도네호가와(Donehogawa)로 불리었다.

## 삶

### 초기
엘리 파커는 소년이었을 때부터 미군 초소의 마부로 일했다. 영어를 배우기 위해 선교 학교에 들어가 영어를 배웠다. 영어를 배운 뒤에는 세네카족 족장들의 통역 역할을 맡았다.
학교를 졸업한 뒤에는 뉴욕 엘리커트빌(Ellicotville)에 있는 로펌에서 통상적으로 다니는 3년간 근무했다. 이후에는 사법고시를 통해 인디언의 권익을 보호하는 변호사가 되려 했으나, 백인 남성이 아니면 법관이 될 수 없기 때문에 포기했다.

### 남북 전쟁 참전
이후 파커는 진로를 수정해 렌셀러 폴리테크닉 대학교(Rensselaer Polytechnic Institute)에서 토목 공학을 전공하고, 남북 전쟁이 일어나기 전까지 에리 운하(Erie Canal)에서 일했다. 1860년에 파커는 일을 하기 위해 일리노이로 갔다가 평생의 친구인 율리시스 그랜트를 사귀게 된다.
남북 전쟁이 시작되자 파커는 북군(연방군)을 지원하는 이로쿼이 지원병 연대를 계획했다. 하지만 당시 뉴욕 주지사였던 에드윈 모건(Edwin Morgan)은 인디언이 백인들의 내전에 낄 수 없다며 이를 거절했다. 워싱턴의 국방부에다가 공병으로서 참전할 것을 제안했지만 이 역시 같은 이유로 거절당한다.
파커의 친구인 그랜트는 당시 준장으로 서부전선에서 북군을 이끌고 있었다. 파커는 그랜트에게 인디언 신분 때문에 참전이 계속해서 거절되는 사실을 알렸다. 마침 숙련된 공병 장교가 부족했던 그랜트는 군 당국자에게 계속해서 청원을 넣었고, 마침내 파커는 빅스버그(Vicksburg)에서 그랜트와 함께할 수 있었다. 파커는 그랜트를 따라 여러 격전지를 누볐으며 전쟁 중에 중령까지 진급했다. 1865년 4월 9일 애퍼매톡스 코트 하우스에서 남군의 총사령관 로버트 리 장군이 항복했을 때에는 그랜트로부터 항복 문서를 써달라는 요청을 받고 항복문서 조인식에도 참석했다. 이때 로버트 리 장군은 파커가 흑인인 줄 알았다가 이야기를 나누고서 인디언임을 알게 되자 파커를 가리켜 "진짜 미국인"이라고 했고, 파커는 "우리 모두 미국인입니다, 장군님(We are all americans, sir)"라고 대답했다.
내전이 끝난 뒤 파커는 군 복무를 계속했다. 당시 미 육군 총사령관이 되어 있었던 그랜트의 지시를 받아 파커는 미주리 강 인근에서 벌어지고 있는 인디언과 관련한 여러 가지 사태를 해결하기 위한 임무를 맡았고, 명예 준장(파커는 지원병 장교로, 정규군 장교 신분은 아니었음) 계급을 받았다. 당시 북부 평원의 인디언들은 수우족(Sioux)의 추장 붉은구름(Red Cloud)을 중심으로 단결하여 미국의 서부진출을 저지하고 자신들의 생존권을 지키기 위해 노력하고 있었다. 파커의 머리 속에는 인디언들의 권익을 보호하고 북부 평원에서 사는 수우족 등과 백인이 충돌하는 문제를 해결할 수 있는 정책이 들어 있었다. 1869년에 파커의 친구이자 전우인 율리시스 그랜트가 미국의 18대 대통령으로 선출되면서, 파커는 인디언 사무처장(Commissioner of Indian Affairs)에 임명되고, 이러한 정책들을 실현시킬 자리에 오르게 된다.

### 인디언 사무처장
1869년 인디언 사무처장이 된 엘리 파커는 인디언들 사이에서 '작은아버지'로 불리었다. 처장이 된 파커는 우선 정치권의 자리싸움으로 변질된 인디언 주재관 선발에 퀘이커교 등 종교단체를 개입시켰다. 이들 종교단체의 추천 후에 주재관을 임명하도록 하였다. 그 다음으로는 민간 인디언 위원회를 구성하여 엽관제도가 성행했던 인디언국의 활동을 감시하게 하였다. 하지만 정치권의 간섭으로 인해 민간 인디언 위원회는 백인만으로 구성되었다.
파커가 처장이 된 다음해인 1870년 1월 23일, 몬태나에서 블랙피트족 인디언 학살 사건이 벌어졌다.(마리아스 학살) 이 일로 북부 평원 인디언들은 미국에 대한 신용을 잃고, 전쟁의 태세를 갖추게 된다. 파커는 이러한 사태를 방지하고자, 수우족의 지도자인 붉은구름, 점박이꼬리(Spotted Tail)와 당시 내무장관(Secretary of the Interior)인 제이콥 콕스(Jacob Cox)와의 회담을 주선하였다. 회담은 성사되었으나, 인디언들은 자유로운 삶을, 콕스는 백인의 법을 따르라는 주장만 되풀이 된 채 결렬되었다.
파커는 그랜트를 찾아가 문제 해결을 논의하였다. 그 자리에서 파커는 붉은구름과 미국 정부 사이에 체결된 1868년의 라라미 요새의 조약(Treaty of Fort Laramie)의 일부 내용이 붉은구름이 알고 있던 것과 잘못된 것을 알게 되었다. 붉은구름은 그 조약을 통해 플래트 강(Platte River) 유역에 주재소가 설치되고, 주거지역(reservation)이외의 사냥지역이 보장되는 것으로 알았지만, 실제 조약 내용은 미주리 강 어딘가에 주재소가 설치된다는 것 뿐이었으며, 사냥터에 대한 보장은 확실하지 않았다.
회담이 재개된 6월 10일, 붉은구름을 비롯한 인디언 추장단은 조약의 실제 내용을 듣고 분개하며 퇴장하였다. 파커가 이를 달래 다음 날 회담이 또다시 시작되었다. 붉은구름은 주거지역의 삶을 원하지 않으며, 원래 조약대로 이행되기를 촉구하였다. 콕스는 붉은구름의 주장대로 주거지역 이외의 사냥터를 인정하였으며, 원래 조약대로 플래트 강에 붉은구름 주재소가 설치되어 보급품과 연금 문제를 담당하게 되었다.

### 백인들의 공격
파커의 인디언 우호적인 정책은 백인들의 반감을 샀다. 특히 인디언국으로 사익을 추구한 정치권의 반발이 거셌으며, 서부 이주자들의 불만도 상당하였다. 1870년 여름에는 이러한 세력들의 로비로 인해 주거지역 인디언들에 대한 보급품 예산이 연기되었다. 보급품이 보장되지 않은 주거지역 인디언들의 삶은 매우 불안정했기에, 파커는 만일의 불상사를 막기 위해 자신의 지위를 이용해 주거지역에 보급품을 보내게 되었다. 하지만 이후 이러한 행동이 절차를 무시했다는 비판을 받게 된다.
당시 감독위원회에 임명된 인디언 선교사인 윌리엄 웰시는 위의 일을 언급하며 파커가 "낭비를 일삼고 횡령을 저지르고 있다"고 비판하며 사임하였다. 또한 파커가 기독교로의 개종을 원치 않는 인디언들의 신앙을 포용한 것을 비판하였다. 이후 정치권과 언론에서는 연일 파커를 질타하였다. 일주일 후 하원에서 이 사실을 조사한 바, 파커의 행동으로 인해 인디언들과의 불필요한 전쟁이 방지되어 오히려 예산이 절감되었다는 결론이 나왔다. 하지만 파커에 대한 비방은 멈춰지지 않았다.
결국 1871년 여름, 엘리 파커는 오랜 친구인 그랜트 대통령에 대한 정치적 부담을 덜고자 인디언 사무처장의 자리에서 물러났다.

### 은퇴 이후
공직에서 은퇴한 파커는 그동안 모은 재산을 가지고 뉴욕으로 돌아갔다. 거기서 그는 이로쿼이 인디언 이름인 도네호가와로 돌아가 여생을 보냈다.
만년에 도네호가와는 주식으로 그동안 모은 재산을 잃고 가난하게 삶을 마무리 하였다. 1895년 8월 31일, 코네티컷(Conneticut)의 페어필드(Fairfield)였다. 2년 후 그의 시체는 뉴욕의 명망가들이 묻힌 포리스트 론 공동묘지(Forest Lawn Cemetery)로 이장되었다.

## 같이 보기
- 붉은구름(Red Cloud)
- 앉은황소(Sitting Bull)

## 참고 문헌
- 디 브라운(Dee Brown) 저 / 최준석 역, 《나를 운디드니에 묻어주오 : 미국 인디언 멸망사》(Bury My Heart At Wounded Knee), 나무심는사람, 2002년.